# Gare de Purnode
La gare de Purnode est une ancienne gare ferroviaire belge de la ligne 128, de Ciney à Yvoir, située à Purnode, section de la commune d'Yvoir, dans la Province de Namur en Région wallonne.

## Histoire
La section de Dorinne-Durnal à Évrehailles-Bauche est inaugurée par les Chemins de fer de l'État belge le 1er mai 1903. Située au fond de la vallée du Bocq, la halte est à bonne distance du village. L'hôtel du Bocq sera bâti à côté.
La ligne ferme aux voyageurs en 1960 et cette section est désaffectée en 1971 mais les rails ne sont pas arrachés.
L’association Patrimoine ferroviaire et tourisme (PFT) a remis en service cette partie de la ligne 128 en 2007, en créant un quai entre l'ancienne gare et le pont sur le Bocq, l'emplacement du quai d'origine faisant partie d'une propriété privée.

## Patrimoine ferroviaire

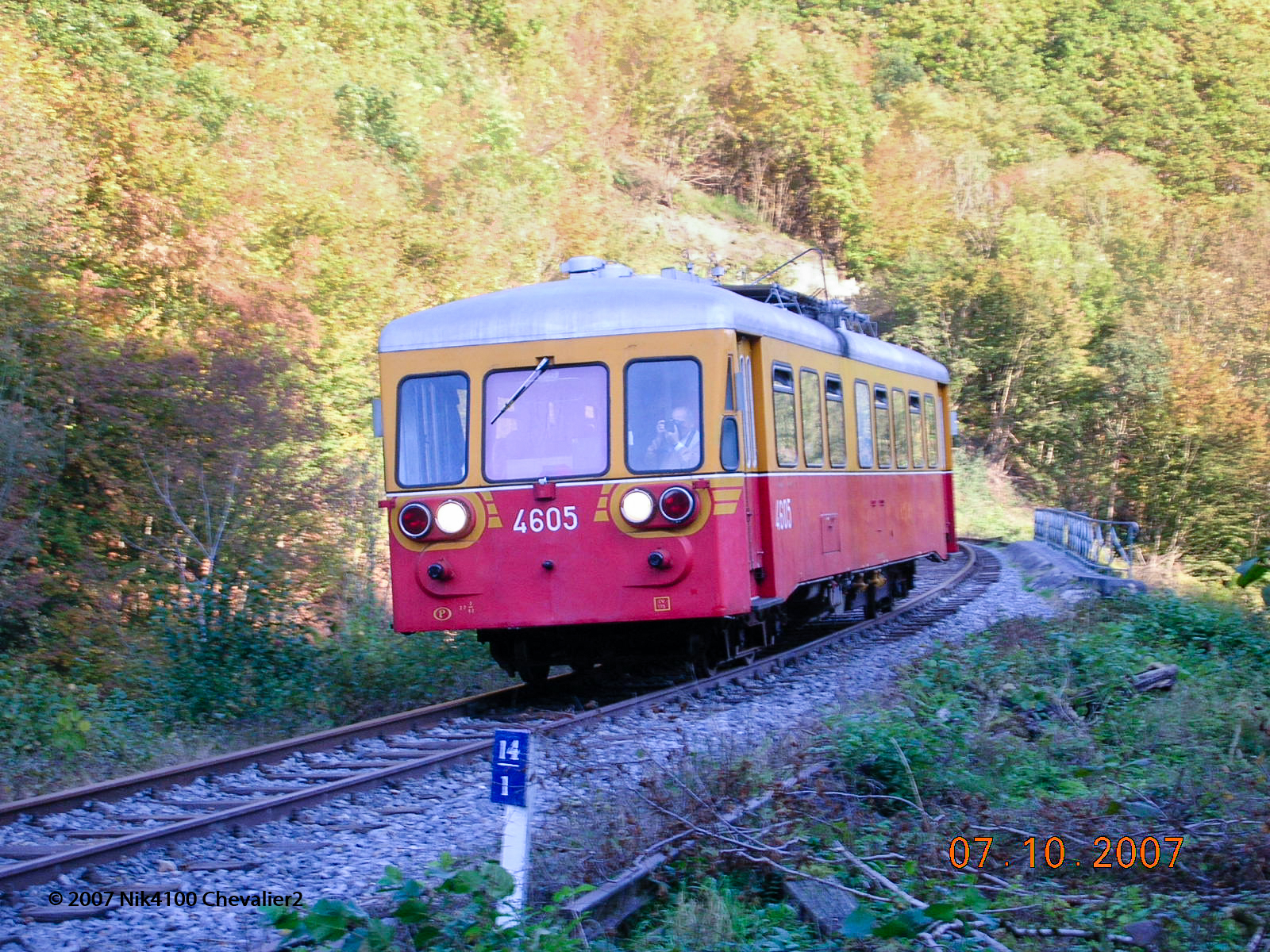
Autorail du PFT près de la gare (2007).

Le bâtiment des recettes de la gare de Purnode appartient au plan type 1893 avec une aile basse de 4 travées. La façade est en pierre locale rehaussée de brique avec des linteaux en pierre plus claire surmontés d'arcs de décharge avec une charpente décorative en bois. Il a été racheté et transformé en gîte.
Plusieurs bâtiments de cette famille ont été érigés à Braibant, Sovet, Dorinne-Durnal et Évrehailles-Bauche. Ce dernier a une disposition très proche mais en miroir avec l'aile basse disposée à gauche.